# Mycetina marginalis
Mycetina marginalis là một loài bọ cánh cứng trong họ Endomychidae. Loài này được Gebler miêu tả khoa học năm 1830.